# Distretto di Tak Fa
Il distretto di Tak Fa (in thailandese: ตากฟ้า) è un distretto (amphoe) della Thailandia, situato nella provincia di Nakhon Sawan.